# 福岡市立香椎東小学校
福岡市立香椎東小学校（ふくおかしりつ かしいひがししょうがっこう）は、福岡県福岡市東区香椎台一丁目にある公立小学校。

## 校勢
2016年5月1日現在
- 学級数 - 単式学級27学級、特別支援学級2学級
- 児童数 - 855人（うち特別支援学級11人）

## 沿革
- 1977年6月 - 4階建て校舎の建設開始
- 1978年4月 - 福岡市立香椎小学校から分離して開校
- 1978年6月 - 体育館完成
- 1978年7月 - プール完工、校旗完成
- 1979年1月 - 校歌制定
- 1979年2月 - 南校舎完成

## 通学区域
東区の以下の地区。
- 香椎台1丁目-5丁目
- 香椎1丁目-6丁目（2丁目,3丁目の一部を除く）
- 水谷3丁目（一部）
- 大字香椎（一部）

東区中部の香椎地区の東側。香椎駅の東側から南東の地域である。校区の多くが住宅地で、校区南部の香椎神宮駅周辺の香椎5丁目と香椎台は新興住宅地である。校区内に香椎宮がある。学校は香椎台の一角に位置する。校区南西部を香椎線と香椎参道（県道福岡東環状線）が通っている。
中学校は香椎第三中学校の校区。

### 校区が隣接する小学校
- 福岡市立香椎小学校
- 福岡市立香椎下原小学校
- 福岡市立青葉小学校
- 福岡市立舞松原小学校

### 校区内の主な施設
- 博多中央幼稚園
- 綾杉保育園
- 福岡県立香椎高等学校
- 香椎原病院
- 疋田病院
- 香椎宮

## 校歌
- 作詞：田中鹿次郎
- 作曲：馬頭徹夫